# The Simpsons: Tapped Out
The Simpsons: Tapped Out was een computerspel voor iOS en Android, gebaseerd op de animatieserie The Simpsons. Het spel is door Electronic Arts ontwikkeld en uitgegeven, en werd begin 2012 voor iOS en in februari 2013 voor Android uitgebracht. Op 24 januari 2025 zijn de servers offline gehaald en is het spel dus niet meer te spelen.

## Gameplay
De speler moet de stad Springfield opnieuw opbouwen, nadat Homer ze per ongeluk heeft vernietigd tijdens een nucleaire meltdown. Het spel biedt een verscheidenheid aan gebouwen uit de serie, waarvan sommige aan taken of een bekend personage uit de reeks zijn verbonden, die de speler kan kopen met virtueel geld en donuts. Men kan ook rivieren, wegen, bestrating en decoraties plaatsen op het land. Hogere levels worden bereikt door het voltooien van missies, het ontvangen van geld van gebouwen en door het helpen van vrienden met hun Springfield.
Er zit een easter egg in het spel wanneer de speler Homer Simpson tien keer aantikt. Deze actie geeft de speler het standbeeld van Jebediah Springfield en tien gratis donuts.

### Thema-updates
Verschillende updates met een bepaald thema zijn vrijgegeven voor het spel:
- Halloween-update, gebaseerd op de Treehouse of Horror-afleveringen (oktober 2012, oktober 2013, oktober 2014, oktober 2015 en oktober 2016)
- Thanksgiving-update (november 2012)
- Kerstmis-update (december 2012, december 2013, december 2014 en december 2015)
- Valentijnsdag-update (januari 2013, februari 2014, februari 2015 en februari 2016)
- St. Patrick's Day-update (maart 2013)
- Whacking Day-update, gebaseerd op de aflevering Whacking Day (april 2013)
- Fourth of July-update, een update voor Independence Day (juli 2013)
- Krustyland-update, een pretpark kan gebouwd worden (augustus 2013)

Deze thema-updates voegen missies, personages, gebouwen en decoraties toe die slechts een beperkte tijd beschikbaar zijn.

## Ontvangst
| Recensiescore       | Recensiescore |
| Recensieverzamelaar | Score         |
| ------------------- | ------------- |
| GameRankings        | 73,33%        |
| Metacritic          | 69            |
| Publicist           | Score         |
| Giant Bomb          | 2/5           |

Toen het spel uitkwam werd het positief ontvangen, hoewel de scores enkele dagen later veel lager werden.
Enkele dagen na de lancering voor iOS werd het spel uit de Apple App Store verwijderd, omdat de servers van Electronic Arts (EA) de grote vraag niet aankonden en er door gebruikers een overvloed aan ernstige fouten en bugs werd gemeld. Sommige gebruikers die aankopen met echt geld hadden gedaan in de app, ontdekten dat deze waren verdwenen. Na contact met EA konden de spelers hun geld terugkrijgen.
Een maand later zette EA een forum op, waar gebruikers problemen konden doorgeven. EA slaagde er eerst niet in om oplossingen voor de problemen te vinden of om tijdelijke updates aan te bieden. In augustus 2012 kwam de app uiteindelijk in de App Store terug.